# 张孚襄
张孚襄（?年—1926年），原名聘三，字莘農，後改名孚襄，河南省南陽府南陽縣人，清朝政治人物。进士出身。，光緒十六年進士張鳳岡子。
光緒二十四年（1898年），登進士，同年五月，著交吏部掣签分发各省，以知县即用。光緒三十二年（1906年）接替熊育锐任嘉定县知县，宣統三年，任武進縣知縣。
民國十四年，署鄧縣知事，民國十五年（1926年），被樊鍾秀殺害。